# Cronologia da temporada de furacões no Atlântico de 2005
A temporada de furacões no oceano Atlântico de 2005 foi um evento da temporada anual de de ciclones tropicais no norte do Oceano Atlântico. Foi a segunda temporada de furacões no Atlântico mais ativa na história registrada, e a mais extrema (ou seja, produziu a maior energia de ciclone acumulada (ACE)) na era dos satélites. Oficialmente, a temporada começou em 1 de junho, 2005 e terminou em 30 de novembro, 2005. Essas datas, adotadas por convenção, delimitam historicamente o período de cada ano em que se forma a maioria dos sistemas tropicais. A primeira tempestade da temporada, a tempestade tropical Arlene, se desenvolveu em 8 de junho. A tempestade final, a tempestade tropical Zeta, se formou no final de dezembro e persistiu até janeiro 6, 2006. Zeta é apenas a segunda tempestade atlântica de dezembro na história registrada a sobreviver em janeiro, juntando-se ao furacão Alice em 1955.
O impacto da temporada foi generalizado e catastrófico. Suas tempestades atingiram praticamente todas as partes da bacia do Atlântico. Ao todo, houve 28 tempestades tropicais nomeadas durante a temporada, esgotando a lista anual pré-designada e resultando no uso de seis nomes de letras gregas. Um recorde 15 tempestades tropicais atingiram a força do furacão, dos quais um recorde de sete se intensificou em grandes furacões. [nb 1] Seis furacões atingiram ou quase atingiram os EUA durante a temporada: Cindy, Dennis, Katrina, Ophelia, Rita e Wilma. Furacões recordistas de 2005 incluíram:
- Emily, o furacão mais forte já registrado a se formar no mês de julho, com ventos máximos de 160 km/ h (260 km/h ), depois enfraquecendo e atacando o México duas vezes;[4]
- Katrina, que se tornou o ciclone tropical mais caro já registrado, causando mais de 1.200 mortes e US$ 125 mil milhões em danos, principalmente na cidade de Nova Orleans e arredores;[1]
- Wilma, que se tornou o furacão no Atlântico mais intenso já registrado, registrando uma pressão barométrica de 882 mbar ( hPa ; 26,05 inHg ).[5]

Após a temporada de 2005, os nomes Dennis, Katrina, Rita, Stan e Wilma foram retirados da reutilização no Atlântico Norte pela Organização Meteorológica Mundial.
Esta linha do tempo documenta formações de ciclones tropicais, fortalecimento, enfraquecimento, desembarques, transições extratropicais e dissipações durante a temporada. Inclui informações que não foram divulgadas ao longo da temporada, o que significa que foram incluídos dados de análises pós-tempestade pelo Centro Nacional de Furacões, como uma tempestade que não foi inicialmente alertada. A barra gráfica abaixo fornece uma breve visão geral da atividade da tempestade durante a temporada. A intensidade máxima de cada tempestade é representada pela cor de sua barra.
Por convenção, os meteorologistas usam um fuso horário ao emitir previsões e fazer observações: Tempo Universal Coordenado (UTC), e também usam o relógio de 24 horas (onde 00:00 = meia-noite UTC). Nesta linha do tempo, todas as informações são listadas primeiro pelo UTC com a respectiva hora local incluída entre parênteses.

## Linha do tempo

### Junho
1 de Junho
- A temporada de furacões no oceano Atlântico de 2005 começa oficialmente.[2]

8 de junho
- 18:00 UTC (2:00 p.m. EDT ) – A Depressão Tropical Um se forma ao norte da costa nordeste de Honduras.[8]

9 de junho
- 06:00 UTC (2:00 a.m. EDT) – A Depressão Tropical Um se fortalece na tempestade tropical Arlene cerca de 270 km (170 mi) a oeste-sudoeste da ilha de Grand Cayman.[8]

10 de junho
- 08:00 UTC (4:00 a.m. EDT) – Tempestade tropical Arlene atinge a costa perto de Cabo Corrientes, Cuba, com ventos sustentados de 50 km/ h (80 km/h )[nb 1] ventos.[8]

11 de junho

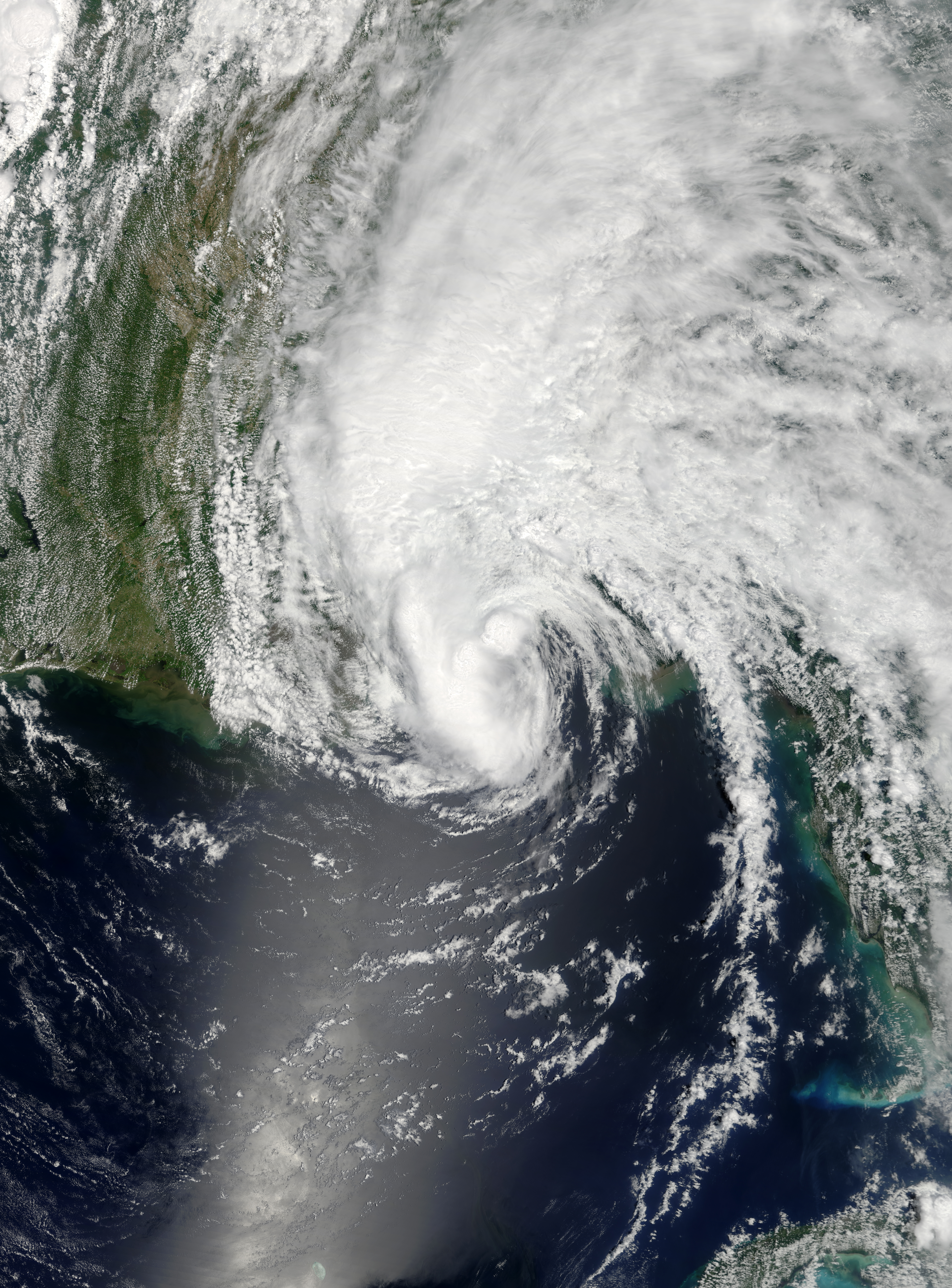
Tempestade tropical Arlene chegando perto de Pensacola, Flórida, em 11 de junho

- 01:00 UTC (8:00 p.m. CDT, 10 de junho) – A tempestade tropical Arlene atinge seu pico de intensidade no nordeste do Golfo do México com ventos sustentados de 70 mph (110 km/h) e uma pressão mínima de 989 mbar (29.21 inHg).[8]
- 19:00 UTC (2:00 p.m. CDT) – A tempestade tropical Arlene atinge a costa oeste de Pensacola, Flórida, com 60 km/h (95 km/h) ventos.[8]

12 de junho
- 00:00 UTC (7:00 p.m. CDT, 11 de junho) – A tempestade tropical Arlene enfraquece em uma depressão tropical no interior perto de Barlow Bend, Alabama.[9]

13 de junho
- 18:00 UTC (2:00 p.m. EDT) – Depressão Tropical Arlene torna-se extratropical a nordeste de Flint, Michigan e mais tarde é absorvida por uma frente.[8]

28 de junho
- 18:00 UTC (1:00 p.m. CDT) – Depressão Tropical Duas formas cerca de 101 km (63 mi) a nordeste de Veracruz, Veracruz.[10]

29 de junho
- 00:00 UTC (7:00 p.m. CDT, 28 de junho) – Depressão Tropical Dois se fortalece na tempestade tropical Bret cerca de 89 km (55 mi) norte-nordeste de Veracruz.[11]
- 12:00 UTC (7:00 a.m. CDT) – Tempestade tropical Bret atinge terra perto de Tuxpan, Veracruz com 40 km/h (65 km/h) ventos.[10]
- 18:00 UTC (1:00 p.m. CDT) – A tempestade tropical Bret enfraquece em uma depressão tropical a sudoeste de Tampico, Tamaulipas.[10]

30 de Junho
- 03:00 UTC (10:00 p.m. CDT, 29 de junho) – Depressão tropical Bret se dissipa no interior cerca de 64 km (40 mi) a oeste de Tampico.[12]

### Julho
3 de julho
- 18:00 UTC (1:00 p.m. CDT) – Depressão Tropical Três formas cerca de 80 mi (130 km) a leste de Chetumal, Quintana Roo.[13]

4 de julho
- 03:30 UTC (10:30 p.m. CDT, 3 de julho) – Depressão Tropical Três atinge a terra cerca 35 km (22 mi) norte-nordeste de Majahual, Quintana Roo com ventos sustentados de 35 km/h (55 km/h).[13]
- 18:00 UTC (2:00 p.m. EDT) – Depressão Tropical Quatro formas sobre o sul das Ilhas de Barlavento.[14]
- 21:00 UTC (5:00 p.m. EDT) – Depressão Tropical Quatro atinge a terra firme em Granada com ventos sustentados de 30 km/h (50 km/h).[14]

5 de julho
- 06:00 UTC (1:00 a.m. CDT) – A Depressão Tropical Três se fortalece na tempestade tropical Cindy sobre o Golfo do México central.[13]
- 12:00 UTC (8:00 a.m. EDT) – A Depressão Tropical Quatro se fortalece na tempestade tropical Dennis a sudeste de San Juan, Porto Rico.[14]

6 de julho
- 00:00 UTC (7:00 p.m. CDT, 5 de julho) – Tempestade tropical Cindy se fortalece em um furacão cerca de 74 km (46 mi) ao sul-sudoeste de Grand Isle, Louisiana.[13]
- 03:00 UTC (10:00 p.m. CDT, 5 de julho) – Furacão Cindy atinge a costa sudoeste de Grand Isle com ventos de 75 km/h (120 km/h).[13]
- 06:00 UTC (1:00 a.m. CDT) – O furacão Cindy enfraquece em uma tempestade tropical ao sul-sudeste de Nova Orleans, Louisiana ao longo da costa do Golfo.[13]
- 09:00 UTC (5:00 a.m. CDT) – Tempestade tropical Cindy atinge terra a sudeste de Ansley, Mississippi, com ventos de 50 mph (80 km/h).[13]
- 15:00 UTC (10:00 a.m. CDT) – Tempestade tropical Cindy enfraquece para uma depressão tropical no interior cerca de 80 km (50 mi) norte-noroeste de Mobile, Alabama.[15]
- 22:00 UTC (6:00 p.m. EDT) – Tempestade tropical Dennis se fortalece em um furacão cerca de 507 km (315 mi) leste-sudeste de Kingston, Jamaica.[16]

7 de julho
- 12:00 UTC (8:00 a.m. EDT (1500 UTC) – A depressão tropical Cindy torna-se extratropical sobre o norte da Geórgia e, posteriormente, dissipa-se sobre o Golfo de São Lourenço.[13]
- 12:00 UTC (8:00 a.m. EDT) – Furacão Dennis se intensifica para categoria 2 cerca de 210 km (130 mi) leste-sudeste de Kingston.[17]
- 18:00 UTC (2:00 p.m. EDT) – Furacão Dennis se intensifica para categoria 3 cerca de 105 km (65 mi) a nordeste de Kingston.[18]

8 de julho

Furacão Emily perto do pico de intensidade em 16 de julho

- 00:00 UTC (8:00 p.m. EDT, 7 de julho) – Furacão Dennis se intensifica para categoria 4 cerca de 80 km (50 mi) sudeste de Cabo Cruz, Cuba.[19]
- 02:45 UTC (10:45 p.m. EDT, 7 de julho) – Furacão Dennis chega perto de Punta del Ingles (a leste de Cabo Cruz) com 140 mph (230 km/h) ventos.[14]
- 03:00 UTC (11:00 p.m. EDT, 7 de julho) – Furacão Dennis enfraquece para categoria 3 ao passar por terra.[14]
- 12:00 UTC (8:00 a.m. EDT) – Furacão Dennis volta a se intensificar para categoria 4 sobre o Golfo de Guacanayabo e atinge sua velocidade máxima sustentada do vento de 150 mph (240 km/h).[14]
- 18:45 UTC (2:45 p.m. EDT) – O furacão Dennis atinge a costa a oeste de Punta Mangles Altos (no sul da província de Matanzas com ventos de 140 mph (230 km/h).[14]

9 de julho
- 09:00 UTC (5:00 a.m. EDT) – Furacão Dennis emerge no Estreito da Flórida a leste de Havana na categoria 1 força.[14]
- 11:00 UTC (7:00 a.m. EDT) – Furacão Dennis volta a se intensificar para categoria 2 cerca de 153 km (95 mi) oeste-sudoeste de Key West, Flórida.[20]
- 23:00 UTC (7:00 p.m. EDT) – Furacão Dennis volta a se intensificar para categoria 3 cerca de 459 km (285 mi) ao sul da Cidade do Panamá, Flórida.[21]

10 de julho

Furacão Dennis se aproximando da Costa do Golfo dos Estados Unidos em 10 de julho

- 05:00 UTC (1:00 a.m. EDT) – Furacão Dennis volta a se intensificar para categoria 4 cerca de 378 km (235 mi) ao sul da Cidade do Panamá.[22]
- 12:00 UTC (7:00 a.m. CDT) – Furacão Dennis atinge pressão mínima de 930 mbar (27.46 inHg) sul-sudeste de Pensacola, Flórida.[14]
- 19:00 UTC (2:00 p.m. CDT) – Furacão Dennis enfraquece para categoria 3 cerca 32 km (20 mi) leste-sudeste de Pensacola.[23]
- 19:30 UTC (2:30 p.m. CDT) – Furacão Dennis atinge a ilha de Santa Rosa, 16 km (10 mi) a oeste de Navarre Beach, Flórida com 120 mph (190 km/h) ventos.[14]

11 de julho
- 00:00 UTC (8:00 p.m. AST, 10 de julho) – Depressão Tropical Cinco formas no Atlântico central cerca de 2,010 km (1,250 mi) a leste do sul das Ilhas de Barlavento.[24]
- 01:00 UTC (8:00 p.m. CDT, 10 de julho) – Furacão Dennis enfraquece em uma tempestade tropical cerca 32 km (20 mi) a nordeste de Jackson, Alabama.[25]
- 06:00 UTC (01:00 CDT) – A tempestade tropical Dennis enfraquece em uma depressão tropical no centro do Alabama.[14]

12 de julho
- 00:00 UTC (8:00 p.m. AST, 11 de julho) – Depressão Tropical Cinco se fortalece na tempestade tropical Emily cerca de 1,480 km (920 mi) a leste do sul das Ilhas de Barlavento.[24]

13 de julho
- 15:00 UTC (10:00 a.m. CDT) – Depressão Tropical Dennis torna-se um remanescente baixo cerca de 201 km (125 mi) a oeste-noroeste de Lexington, Kentucky,[26] e é posteriormente absorvido em uma baixa maior sobre Ontário.[14]

14 de julho
- 00:00 UTC (8:00 p.m. AST, 13 de julho) – Tempestade tropical Emily atinge força de furacão cerca de 137 km (85 mi) leste-sudeste de Granada.[24]
- 07:00 UTC (3:00 a.m. AST) – Furacão Emily atinge Granada com 90 mph (140 km/h) ventos.[24]
- 12:00 UTC (8:00 a.m. AST) – Furacão Emily se intensifica para categoria 2 força cerca de 137 km (85 mi) oeste-noroeste de Granada.[24]
- 18:00 UTC (2:00 p.m. AST) – Furacão Emily se intensifica para categoria 3 força cerca de 790 km (490 mi) ao sudeste de Santo Domingo, República Dominicana.[24]

15 de julho
- 06:00 UTC (2:00 a.m. AST) – Furacão Emily se intensifica para categoria 4 força cerca de 560 km (350 mi) sudeste de Santo Domingo.[24]

17 de julho
- 00:00 UTC (8:00 p.m. EDT, 16 de julho) – Furacão Emily se intensifica para categoria 5 força cerca de 190 km (120 mi) sudoeste da Jamaica, atingindo seu pico de intensidade com ventos máximos sustentados de 160 mph (260 km/h) e uma pressão barométrica mínima de 929 mbar (27.43 inHg).[24]

18 de julho
- 06:30 UTC (2:30 a.m. EDT) – Furacão Emily chega perto de Tulum, Quintana Roo com 130 mph (210 km/h) ventos.[24]
- 12:00 UTC (8:00 a.m. EDT) – Furacão Emily enfraquece sobre a Península de Yucatán, emergindo no Golfo do México perto de Mérida, Yucatán na categoria 1 força.[24]

19 de julho
- 18:00 UTC (1:00 p.m. CDT) – Furacão Emily volta a se intensificar na categoria 2 força.[24]

20 de julho
- 00:00 UTC (7:00 p.m. CDT, 19 de julho) – Furacão Emily volta a se intensificar na categoria 3 força.[24]
- 11:30 UTC (6:30 a.m. CDT) – Furacão Emily chega perto de San Fernando, Tamaulipas com 125 km/h (200 km/h) ventos.[24]
- 21:00 UTC (4:00 p.m. CDT) – Furacão Emily enfraquece para uma tempestade tropical cerca de 130 km (80 mi) sudeste de Monterrey, Nuevo León.[27]

21 de julho
- 09:00 UTC (4:00 a.m. CDT) – Tempestade tropical Emily enfraquece para uma depressão tropical cerca de 130 km (80 mi) sudoeste de Monterrey.[28]
- 18:00 UTC (12:00 p.m. CDT) – A depressão tropical Emily se dissipa sobre a Sierra Madre Oriental.[24]
- 18:00 UTC (1:00 p.m. EDT) – A depressão tropical Seis forma cerca de 111 km (69 mi) a leste da Ilha Eleuthera, Bahamas.[29]

22 de julho
- 00:00 UTC (8:00 p.m. EDT, 21 de julho) – Depressão tropical Seis se fortalece na tempestade tropical Franklin cerca de 130 km (81 mi) leste-sudeste da Ilha Great Abaco, Bahamas.[29]

23 de julho
- 18:00 UTC (3:00 p.m. CDT) – Depressão Tropical Sete formas na Baía do Campeche, cerca de 472 km (293 mi) leste-sudeste de Tuxpan, Veracruz.[30]
- 21:00 UTC (5:00 p.m. EDT) – A tempestade tropical Franklin atinge sua velocidade máxima sustentada do vento de 70 km/h (110 km/h) enquanto centrado em cerca de 509 km (316 mi) a leste de Cabo Canaveral, Flórida.[29]

24 de julho
- 06:00 UTC (1:00 a.m. CDT) – A Depressão Tropical Sete torna-se a Tempestade Tropical Gert por volta de 314 km (195 mi) leste-sudeste de Tuxpan.[31]

25 de julho
- 00:00 UTC (7:00 p.m. CDT, 24 de julho) – A tempestade tropical Gert atinge sua intensidade máxima, com ventos sustentados de 45 km/h (70 km/h) e uma pressão mínima de 1,005 mbar (29.68 inHg), em terra firme, ao norte de Cabo Rojo, Tamaulipas.[30]
- 09:00 UTC (4:00 a.m. CDT) – Tempestade tropical Gert enfraquece para uma depressão tropical cerca de 130 km (80 mi) a oeste de Tampico, Tamaulipas.[32]
- 18:00 UTC (1:00 p.m. CDT) – A depressão tropical Gert torna-se um remanescente baixo e se dissipa sobre as montanhas do centro do México.[30]

28 de julho
- 00:00 UTC (8:00 p.m. AST) – A tempestade tropical Franklin atinge uma pressão mínima de 997 mbar (29.44 inHg) oeste-noroeste das Bermudas.[29]

29 de julho
- 21:00 UTC (5:00 p.m. AST) – A tempestade tropical Franklin torna-se extratropical cerca de 426 km (265 mi) leste-sudeste de Halifax, Nova Escócia,[33] e mais tarde é absorvido por um sistema extratropical maior sobre o extremo norte do Atlântico.[29]

### Agosto
2 de agosto
- 18:00 UTC (2:00 p.m. AST) – Depressão Tropical Oito formas cerca de 370 mi (590 km) a sudoeste das Bermudas.[34]

3 de agosto
- 06:00 UTC (2:00 a.m. AST) – Depressão tropical Oito se fortalece na tempestade tropical Harvey cerca de 290 mi (460 km) a sudoeste das Bermudas[34]

4 de agosto
- 18:00 UTC (2:00 p.m. AST) – A Depressão Tropical Nove forma cerca de 690 mi (1.100 km) a oeste das ilhas de Cabo Verde.[35]

7 de agosto
- 15:00 UTC (11:00 a.m. AST) – Depressão tropical Nove se fortalece na tempestade tropical Irene cerca de 1.240 mi (2.000 km) a leste das Ilhas Leeward do norte.[35]

8 de agosto

Furacão Irene no pico de intensidade em 16 de agosto

- 12:00 UTC (8:00 a.m. AST) – A tempestade tropical Irene enfraquece em uma depressão tropical.[35]

10 de agosto
- 00:00 UTC (8:00 p.m. AST, 9 de agosto) – A tempestade tropical Harvey torna-se extratropical no norte do Atlântico cerca de 560 mi (900 km) a sudeste de Newfoundland, e posteriormente se dissipa.[34]

11 de agosto
- 00:00 UTC (8:00 p.m. AST, 10 de agosto) – Depressão tropical Irene re-intensifica a força da tempestade tropical cerca de 350 mi (560 km) a nordeste das Ilhas de Sotavento.[35]

13 de agosto
- 12:00 UTC (8:00 a.m. AST) – Depressão Tropical Dez formas cerca de 1.064 mi (1.713 km) a leste de Barbados.[36]

14 de agosto
- 15:00 UTC (11:00 a.m. AST) – A Depressão Tropical Dez degenera em uma baixa remanescente e posteriormente se dissipa.[36]

15 de agosto
- 00:00 UTC (8:00 p.m. AST, 14 de agosto) – A tempestade tropical Irene intensifica a força do furacão aproximadamente a meio caminho entre Bermudas e os Outer Banks da Carolina do Norte.[35]

16 de agosto
- 12:00 UTC (8:00 a.m. AST) – Furacão Irene atinge categoria 2 intensidade.[35]
- 18:00 UTC (2:00 p.m. AST) – Furacão Irene atinge seu pico de intensidade com ventos sustentados de 100 km/h (170 km/h) e pressão mínima de 970 mbar (28.64 inHg) cerca de 350 mi (560 km) a nordeste das Bermudas.[35]

18 de agosto
- 00:00 UTC (8:00 AST, 17 de agosto) – Furacão Irene enfraquece para uma tempestade tropical cerca de 520 mi (830 km) ao sul de Cape Race, Terra Nova.[35]
- 18:00 UTC (2:00 p.m. AST) – A tempestade tropical Irene é absorvida por um sistema extratropical maior 290 mi (460 km) leste-sudeste de Cape Race.[35]

22 de agosto
- 12:00 UTC (8:00 a.m. EDT) – A Depressão Tropical Onze forma cerca de 109 mi (176 km) a leste de Veracruz, Veracruz.[37]
- 18:00 UTC (2:00 p.m. EDT) – Depressão tropical Onze se fortalece na tempestade tropical José cerca de 81 mi (130 km) leste-nordeste de Veracruz.[37]

23 de agosto
- 03:30 UTC (10:30 p.m. CDT, 22 de agosto) – Tempestade tropical José atinge a terra cerca de 35 mi (56 km) ao norte de Veracruz com 60 mph (97 km/h) ventos.[37]
- 12:00 UTC (7:00 a.m. CDT) – Tempestade tropical José enfraquece para uma depressão tropical cerca de 85 mi (135 km) ao sul-sudeste de Tuxpan, Veracruz e logo se dissipa sobre as montanhas do leste do México.[37][38]
- 18:00 UTC (2:00 p.m. EDT) – Depressão Tropical Doze formas perto de Long Island, Bahamas.[39]

24 de agosto
- 12:00 UTC (8:00 a.m. EDT) – Depressão Tropical Doze se fortalece na tempestade tropical Katrina cerca de 75 mi (120 km) leste-sudeste de Nassau, Bahamas.[39]

25 de agosto
- 21:00 UTC (5:00 p.m. EDT) – Tempestade tropical Katrina se intensifica a força de furacão cerca 24 km (15 mi) leste-nordeste de Fort Lauderdale, Flórida.[40]
- 22:30 UTC (6:30 p.m. EDT) – Furacão Katrina faz seu primeiro landfall entre Hallandale Beach e North Miami Beach, Flórida, Estados Unidos com 80 mph (129 km/h) ventos.[39]

26 de agosto
- 05:00 UTC (1:00 a.m. EDT) – Furacão Katrina enfraquece sobre Monroe County, Flórida e emerge no Golfo do México como uma tempestade tropical ao norte de Cape Sable.[39]
- 06:00 UTC (2:00 a.m. EDT) – Tempestade tropical Katrina se intensifica com força de furacão.[39]
- 18:00 UTC (2:00 p.m. EDT) – Furacão Katrina atinge categoria 2 intensidade.[39]

27 de agosto
- 12:00 UTC (8:00 a.m. EDT) – Furacão Katrina atinge categoria 3 intensidade; aeronaves de radar e reconhecimento localizam seu olho a cerca de 690 km (430 mi) a sudeste da foz do rio Mississippi.[41]

28 de agosto

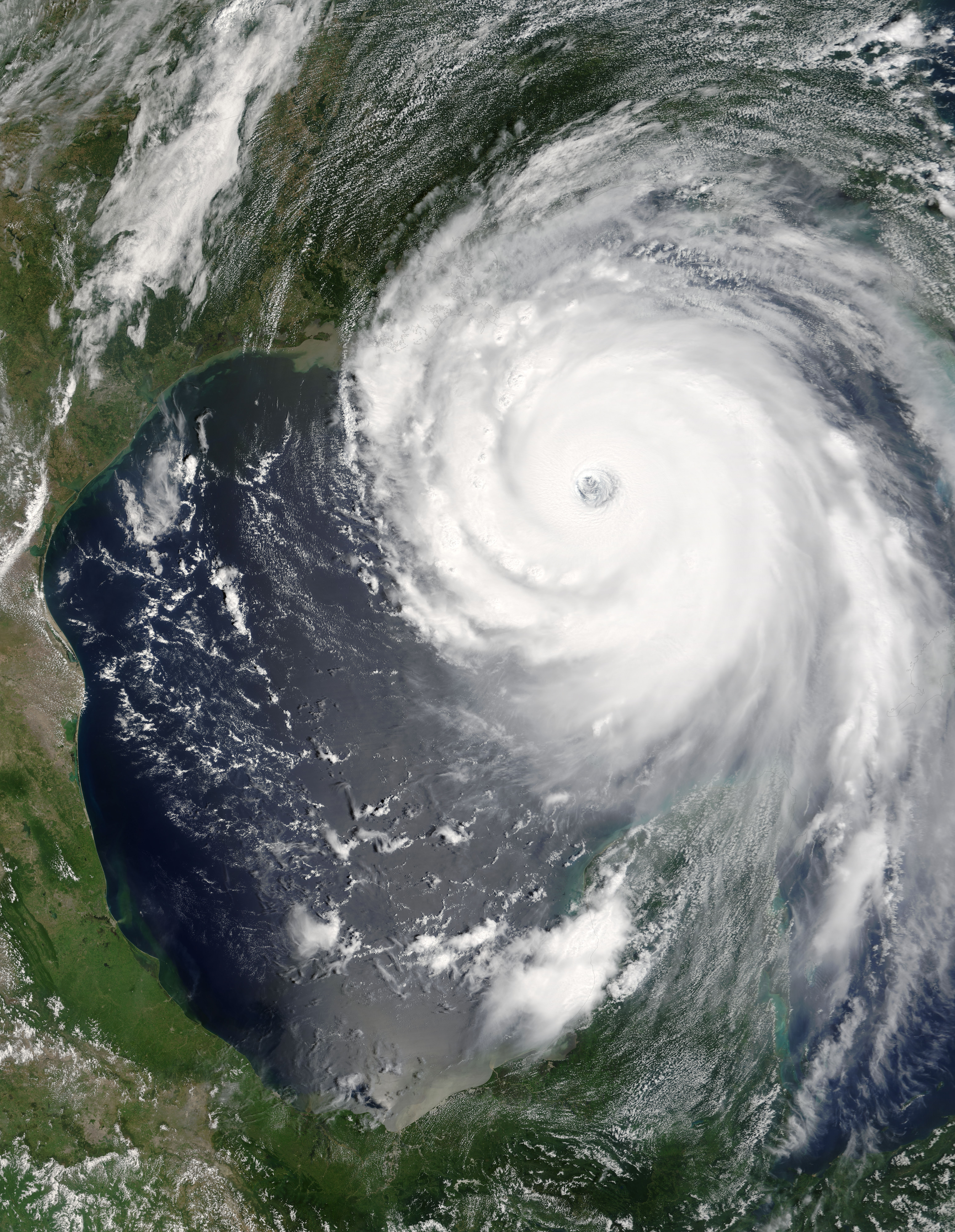
Furacão Katrina no Golfo do México perto de sua categoria de pico 5 intensidade

- 06:00 UTC (1:00 a.m. CDT) – Furacão Katrina atinge categoria 4 intensidade.[39]
- 12:00 UTC (7:00 a.m. CDT) – Furacão Katrina atinge categoria 5 intensidade.[39]
- 12:00 UTC (8:00 a.m. AST) – Depressão Tropical Treze formas cerca de 960 mi (1.550 km) a leste das Pequenas Antilhas.[42]
- 18:00 UTC (1:00 p.m. CDT) – O furacão Katrina atinge seu pico de intensidade cerca de 170 n mi a sudeste da foz do rio Mississippi com ventos máximos sustentados de 170 mph (270 km/h) e uma pressão barométrica mínima de 902 mbar (26.64 inHg).[39]

29 de agosto
- 11:00 UTC (6:00 a.m. CDT) – Furacão Katrina chega perto de Buras, Louisiana com categoria superior 3 ventos sustentados de 130 km/h (200 km/h).[39]
- 15:00 UTC (10:00 a.m. CDT) – O furacão Katrina chega perto da foz do Rio das Pérolas, ao sul de Pearlington, Mississippi, com ventos sustentados de 190 km/h (120 mph) ventos depois de cruzar Breton Sound.[39]
- 15:00 UTC (11:00 a.m. AST) – Depressão Tropical Treze degenera em uma ampla área de baixa pressão cerca de 745 mi (1.200 km) leste-nordeste das Pequenas Antilhas.[43]

30 de agosto
- 00:00 UTC (7:00 p.m. CDT, 29 de agosto) – Furacão Katrina enfraquece em uma tempestade tropical a noroeste de Meridian, Mississippi.[39]
- 12:00 UTC (7:00 a.m. CDT) – A tempestade tropical Katrina enfraquece em uma depressão tropical sobre o Médio Tennessee.[39]

31 de agosto
- 00:00 UTC (8:00 p.m. EDT, 30 de agosto) – A depressão tropical Katrina transita para um sistema extratropical de baixa pressão sobre o Vale do Ohio e é posteriormente absorvida numa zona frontal sobre os Grandes Lagos orientais.[39]
- 06:00 UTC (2:00 a.m. AST) – Depressão Tropical Treze regenera 890 mi (1.430 km) leste-sudeste das Bermudas.[42]
- 12:00 UTC (8:00 a.m. AST) – A Depressão Tropical Treze fortalece-se na tempestade tropical Lee no Atlântico central entre as Bermudas e os Açores.[42]

### Setembro
1 de Setembro
- 00:00 UTC (8:00 p.m. AST, 31 de agosto) – A tempestade tropical Lee enfraquece para uma depressão tropical.[42]
- 12:00 UTC (8:00 a.m. AST) – Depressão Tropical Quatorze formas 1.050 mi (1.700 km) a leste das Ilhas Leeward do norte.[44]

2 de setembro
- 06:00 UTC (2:00 a.m. AST) – A depressão tropical Lee degenera em um remanescente baixo sobre o Atlântico central.[42]
- 12:00 UTC (8:00 a.m. AST) – A Depressão Tropical Quatorze se fortalece na tempestade tropical Maria.[44]

4 de setembro
- 09:00 UTC (5:00 a.m. AST) – Tempestade tropical Maria se intensifica em um furacão cerca de 748 km (465 mi) a leste das Bermudas.[45]

5 de setembro
- 12:00 UTC (8:00 a.m. AST) – Furacão Maria atinge categoria 2 intensidade.[44]
- 18:00 UTC (2:00 p.m. AST) – Depressão Tropical Quinze formas 350 mi (560 km) sul-sudoeste das Bermudas.[46]

6 de setembro
- 00:00 UTC (8:00 p.m. AST, 5 de setembro) – Furacão Maria atinge categoria 3 e sua força de pico com ventos sustentados estimados de cerca de 120 km/h (190 km/h) e uma pressão barométrica mínima de 962 mbar (28.41 inHg) cerca de 770 km (480 mi) a leste das Bermudas.[44]
- 00:00 UTC (8:00 p.m. EDT, 5 de setembro) – A Depressão Tropical Quinze se fortalece na tempestade tropical Nate ao sul-sudoeste das Bermudas.[46]
- 06:00 UTC (2:00 a.m. AST) – Furacão Maria enfraquece para categoria 2 intensidade.[44]
- 06:00 UTC (2:00 p.m. EDT) – Depressão Tropical Dezesseis formas sobre o norte das Bahamas.[47]
- 12:00 UTC (8:00 a.m. AST) – Furacão Maria enfraquece para categoria 1 intensidade.[44]
- 16:00 UTC (12:00 p.m. EDT) – O amplo centro de circulação da Depressão Tropical Sixteen cruza a Ilha Grand Bahama com 30 mph (48 km/h) ventos.[47]

07 de setembro
- 06:00 UTC (2:00 a.m. EDT) – A Depressão Tropical Dezesseis se fortalece na tempestade tropical Ophelia 185 km (115 mi) leste-sudeste de Cabo Canaveral, Flórida.[47]

Furacão Ophelia em 14 de setembro

- 12:00 UTC (8:00 a.m. EDT) – Tempestade tropical Nate se intensifica em um furacão cerca de 420 km (260 mi) sul-sudoeste das Bermudas.[46]

8 de setembro
- 21:00 UTC (5:00 p.m. EDT) – A tempestade tropical Ophelia se intensifica em um furacão enquanto estacionária cerca de 110 km (70 mi) leste-nordeste do Cabo Canaveral,[48] e oscila entre a força do furacão e da tempestade tropical várias vezes ao longo dos dias seguintes.[47]

9 de setembro
- 00:00 UTC (8:00 p.m. AST, 8 de setembro) – Furacão Maria enfraquece para uma tempestade tropical cerca de 605 mi (970 km) a sudeste de Cape Race, Terra Nova.[49]
- 00:00 UTC (8:00 p.m. AST, 8 de setembro) – Furacão Nate atinge seu pico de força a leste das Bermudas com ventos sustentados de quase 95 km/h (150 km/h) e uma pressão barométrica mínima de 979 mbar (28.91 inHg).[46]

10 de setembro
- 09:00 UTC (5:00 a.m. AST) – Tempestade tropical Maria se tornando extratropical aproximadamente 735 mi (1185 km) leste-sudeste de Cape Race, Newfoundland,[50] e posteriormente funde-se com outro ciclone extratropical sobre o Mar da Noruega.[44]
- 09:00 UTC (5:00 a.m. EDT) – Furacão Ophelia atinge pressão mínima de 976 mbar (28.82 inHg) cerca de 350 km (220 mi) sul-sudeste de Charleston, Carolina do Sul.[47]
- 18:00 UTC (2:00 p.m. EDT) – A tempestade tropical Nate se torna extratropical por volta de 1,300 km (810 mi) a oeste dos Açores e posteriormente funde-se com uma frente estacionária.[46]

14 de setembro
- 12:00 UTC (8:00 a.m. EDT) – O furacão Ophelia atinge seu pico de velocidade sustentada do vento de 75 kn (139 km/h; 86 mph) cerca de 64 km (40 mi) milhas ao sul-sudeste de Wilmington, Carolina do Norte ; sua parede do olho do norte pasa.m. sobre a costa durante este tempo.[47]

15 de setembro
- 03:00 UTC (11:00 p.m. EDT, 14 de setembro) – Furacão Ophelia passa cerca 32 km (20 mi) sul-sudeste de Cape Lookout, Carolina do Norte, então se move geralmente para o paralelo leste-nordeste aos Outer Banks.[51]

16 de setembro
- 00:00 UTC (8:00 p.m. EDT, 15 de setembro) – Furacão Ophelia enfraquece em uma tempestade tropical pela última vez.[47]

17 de setembro
- 12:00 UTC (8:00 a.m. EDT) – Depressão Tropical Dezessete formas 345 mi (560 km) a leste de Barbados.[52]
- 18:00 UTC (2:00 p.m. EDT) – A Depressão Tropical Dezessete se fortalece na tempestade tropical Philippe, a leste de Barbados.[52]

18 de setembro
- 00:00 UTC (8:00 p.m. EDT, 17 de setembro) – Dezoito formas tropicais da depressão 80 mi (130 km) a leste de Grand Turk Island.[53]
- 03:00 UTC (11:00 p.m. EDT, 17 de setembro) – A tempestade tropical Ophelia torna-se extratropical cerca de 80 km (50 mi) ao sul-sudeste de Halifax, Nova Escócia,[54] e posteriormente dissipa-se sobre o Mar do Norte.[47]
- 18:00 UTC (2:00 p.m. EDT) – Dezoito tropical depressão se fortalece na tempestade tropical Rita cerca 48 km (30 mi) leste-sudeste da Ilha Mayaguana, Bahamas.[53]

19 de setembro
- 00:00 UTC (8:00 p.m. EDT, 18 de setembro) – Tempestade tropical Philippe se intensifica a força de furacão cerca de 580 km (360 mi) a leste das Ilhas Leeward do norte.[52]

20 de setembro
- 00:00 UTC (8:00 p.m. EDT, 19 de setembro) – Furacão Philippe atinge seu pico de força com ventos sustentados de quase 80 mph (130 km/h) e uma pressão barométrica mínima de 985 mbar (29.09 inHg).[52]
- 12:00 UTC (8:00 a.m. EDT) – O furacão Philippe enfraquece em uma tempestade tropical leste-nordeste das Ilhas Leeward.[52]
- 12:00 UTC (8:00 a.m. EDT) – Tempestade tropical Rita atinge força de furacão cerca de 120 mi (190 km) leste-sudeste de Key West, Flórida.[53]
- 18:00 UTC (2:00 p.m. EDT) – Furacão Rita atinge categoria 2 intensidade cerca de 80 km (50 mi) ao sul de Key West.[55]

21 de setembro
- 06:00 UTC (2:00 a.m. EDT) – Furacão Rita atinge categoria 3 intensidade cerca de 130 km (80 mi) oeste-sudoeste de Dry Tortugas.[56]
- 12:00 UTC (8:00 a.m. EDT) – Furacão Rita atinge categoria 4 intensidade cerca de 314 km (195 mi) a oeste de Key West.[57]
- 18:00 UTC (2:00 p.m. CDT) – Furacão Rita atinge categoria 5 intensidade.[53]

22 de setembro
- 03:00 UTC (10:00 p.m. CDT, 21 de setembro) – Furacão Rita atinge seu pico de força cerca de 310 mi) (500 km) sul-sudeste da foz do rio Mississippi com ventos sustentados de cerca de 180 mph) (290 km/h) e uma pressão barométrica mínima de 895 mbar (26,43 inHg).[53]
- 18:00 UTC (1:00 p.m. CDT) – Furacão Rita enfraquece para uma furacão categoria 4 cerca de 700 km (435 mi) sudeste de Galveston, Texas.[58]

23 de setembro
- 12:00 UTC (8:00 a.m. EDT) – A tempestade tropical Philippe enfraquece em uma depressão tropical.[52]
- 18:00 UTC (2:00 p.m. EDT) – A depressão tropical Philippe degenera para um remanescente baixo sul-sudeste das Bermudas, e mais tarde torna-se embutido em uma baixa não tropical mais ampla.[52]
- 18:00 UTC (1:00 p.m. CDT) – Furacão Rita enfraquece para uma furacão categoria 3 cerca de 160 mi (260 km) a sudeste de Sabine Pass.[53]

24 de setembro

Imagens de satélite infravermelhas do furacão Rita fazendo landfall ao longo da costa do Golfo do Texas e da Louisiana

- 07:30 UTC (2:30 a.m. CDT) – Furacão Rita atinge a terra entre Sabine Pass e Johnson Bayou, Louisiana com 120 mph (193 km/h) ventos.[53]
- 12:00 UTC (7:00 a.m. EDT) – Furacão Rita enfraquece em uma tempestade tropical cerca de 40 mi (65 km) ao norte de Beaumont, Texas.[53]

25 de setembro
- 03:00 UTC (10:00 p.m. CDT, 24 de setembro) – Tempestade tropical Rita enfraquece para uma depressão tropical cerca de 64 km (40 mi) ao norte de Shreveport, Louisiana.[59]

26 de setembro
- 06:00 UTC (1:00 a.m. CDT) – A depressão tropical Rita degenera para uma baixa remanescente sobre o sul de Illinois e mais tarde é absorvida por uma frente climática.[53]

30 de setembro
- 12:00 UTC (8:00 a.m. AST) – Dezenove formas de depressão tropical 1,070 km (665 mi) oeste-sudoeste das ilhas de Cabo Verde.[60]

### Outubro
1 de Outubro
- 00:00 UTC (8:00 p.m. AST, 30 de setembro) – A Depressão Tropical Dezenove atinge seu pico de intensidade com ventos sustentados de 30 km/h (50 km/h) e uma pressão mínima de 1,006 mbar (29.71 inHg).[60]
- 12:00 UTC (7:00 a.m. CDT) – Depressão Tropical Vinte formas 210 km (130 mi) sudeste de Cozumel, Quintana Roo.[61]

2 de outubro
- 06:00 UTC (1:00 a.m. CDT) – A Depressão Tropical Vinte se fortalece na tempestade tropical Stan, ao largo da costa leste da Península de Yucatán.[61]
- 10:00 UTC (5:00 a.m. CDT) – Tempestade tropical Stan atinge a terra cerca de 64 km (40 mi) ao sul de Tulum, Quintana Roo com 40 mph (64 km/h) ventos.[61]
- 15:00 UTC (11:00 a.m. AST) – Depressão Tropical Dezenove se dissipa cerca de 1,260 km (780 mi) a oeste das ilhas de Cabo Verde.[62]

3 de outubro
- 00:00 UTC (7:00 p.m. CDT, 2 de outubro) – A tempestade tropical Stan enfraquece em uma depressão tropical sobre a Península de Yucatán.[61]
- 06:00 UTC (1:00 a.m. CDT) – A depressão tropical Stan recupera a força da tempestade tropical depois de emergir na costa noroeste da Península de Yucatán.[61][63]

4 de outubro
- 06:00 UTC (1:00 a.m. CDT) – Tempestade tropical Stan re-intensifica a força de furacão cerca de 217 km (135 mi) a leste de Veracruz, Veracruz.[61]
- 06:00 UTC – Uma área de baixa pressão no Atlântico oriental ganha algumas características tropicais e se torna uma depressão subtropical não detectada.[64]
- 12:00 UTC (7:00 a.m. CDT) – Furacão Stan atinge seu pico de intensidade com ventos sustentados de 80 mph (130 km/h) e uma pressão mínima de 977 mbar (28.85 inHg) ao atingir a terra cerca de 140 km (90 mi) leste-sudeste de Veracruz.[61]
- 12:00 UTC – A depressão subtropical não detectada se fortalece sem ser detectada em uma tempestade tropical no Atlântico oriental.[64]
- 18:00 UTC (1:00 p.m. CDT) – Furacão Stan enfraquece em uma tempestade tropical sul-sudeste de Veracruz.[61]

5 de outubro
- 00:00 UTC (7:00 p.m. CDT, 4 de outubro) – A tempestade tropical Stan enfraquece em uma depressão tropical e depois se dissipa sobre a Sierra Madre de Oaxaca.[61]
- 06:00 UTC – A tempestade subtropical não detectada torna-se extratropical sobre o nordeste do Atlântico.[64]

Furacão Beta em 29 de outubro

- 06:00 UTC (2:00 a.m. EDT) – A tempestade tropical Tammy forma 25 mi (35 km) a leste de Júpiter, Flórida.[65]
- 18:00 UTC (2:00 p.m. EDT) – A tempestade tropical Tammy atinge seu pico de intensidade com ventos sustentados de 50 mph (80 km/h) e uma pressão mínima de 1,001 mbar (29.56 inHg).[65]
- 23:00 UTC (7:00 p.m. EDT) – Tempestade tropical Tammy atinge a costa perto de Atlantic Beach, Flórida, com 50 mph (80 km/h) ventos.[65]

6 de outubro
- 12:00 UTC (8:00 a.m. EDT) – A tempestade tropical Tammy enfraquece em uma depressão tropical no sul da Geórgia.[65]

7 de outubro
- 00:00 UTC (7:00 p.m. CDT, 6 de outubro) – A depressão tropical Tammy degenera em um sistema remanescente de baixa pressão sobre o Panhandle da Flórida e mais tarde é absorvido por um sistema de baixa pressão extratropical de camada profunda maior.[65]

8 de outubro
- 06:00 UTC (2:00 a.m. EDT) – Depressão Subtropical Vinte e duas formas cerca de 990 km (615 mi) sudeste das Bermudas.[66]
- 06:00 UTC (7:00 a.m. OESTE ) – A tempestade subtropical Vince forma cerca de 760 mi (930 km) a sudeste das Lajes, Açores.[67]

9 de outubro

Furacão Vince em 9 de outubro

- 12:00 UTC (1:00 p.m. OESTE) – A tempestade subtropical Vince ganha características tropicais e se torna a tempestade tropical Vince.[67]
- 18:00 UTC (7:00 p.m. OESTE) – Tempestade tropical Vince se intensifica a força de furacão cerca de 249 km (155 mi) noroeste do Funchal, Ilhas da Madeira.[67]

10 de outubro
- 00:00 UTC (2:00 a.m. CEST ) – O furacão Vince enfraquece para uma tempestade tropical a norte-noroeste das Ilhas da Madeira.[67]
- 06:00 UTC (2: a.m. EDT) – Depressão Subtropical Vinte e dois degenera em uma baixa remanescente e é posteriormente absorvida por uma baixa extratropical maior.[66]

11 de outubro
- 00:00 UTC (2:00 a.m. CEST) – A tempestade tropical Vince enfraquece em uma depressão tropical cerca de 249 km (155 mi) oeste-sudoeste de Faro, Portugal.[67]
- 09:00 UTC (11:00 a.m. CEST) – Depressão tropical Vince chega perto de Huelva, Espanha, com 35 km/h (55 km/h) ventos.[67]
- 09:00 UTC (11:00 a.m. CEST) – A Depressão Tropical Vince, o primeiro ciclone tropical registrado a atingir a Península Ibérica, começa a perder suas características tropicais à medida que atinge a terra firme e depois se dissipa no sul da Espanha.[67][68]

15 de outubro
- 18:00 UTC (2:00 p.m. EDT) – Depressão Tropical Vinte e quatro formas 220 mi (350 km) leste-sudeste de Grand Cayman.[69]

17 de outubro
- 06:00 UTC (2:00 a.m. EDT) – A depressão tropical Vinte e quatro se fortalece na tempestade tropical Wilma, a sudeste de Grand Cayman.[69]

18 de outubro
- 12:00 UTC (8:00 a.m. EDT) – A tempestade tropical Wilma se fortalece no furacão Wilma ao sul-sudeste de Grand Cayman.[69]
- 19:00 UTC (2:00 p.m. EDT) – Furacão Wilma atinge categoria 2 intensidade ao sul de Grand Cayman.[69]
- 21:00 UTC (5:00 p.m. EDT) – Furacão Wilma atinge categoria 3 intensidade ao sul de Grand Cayman.[69]

19 de outubro

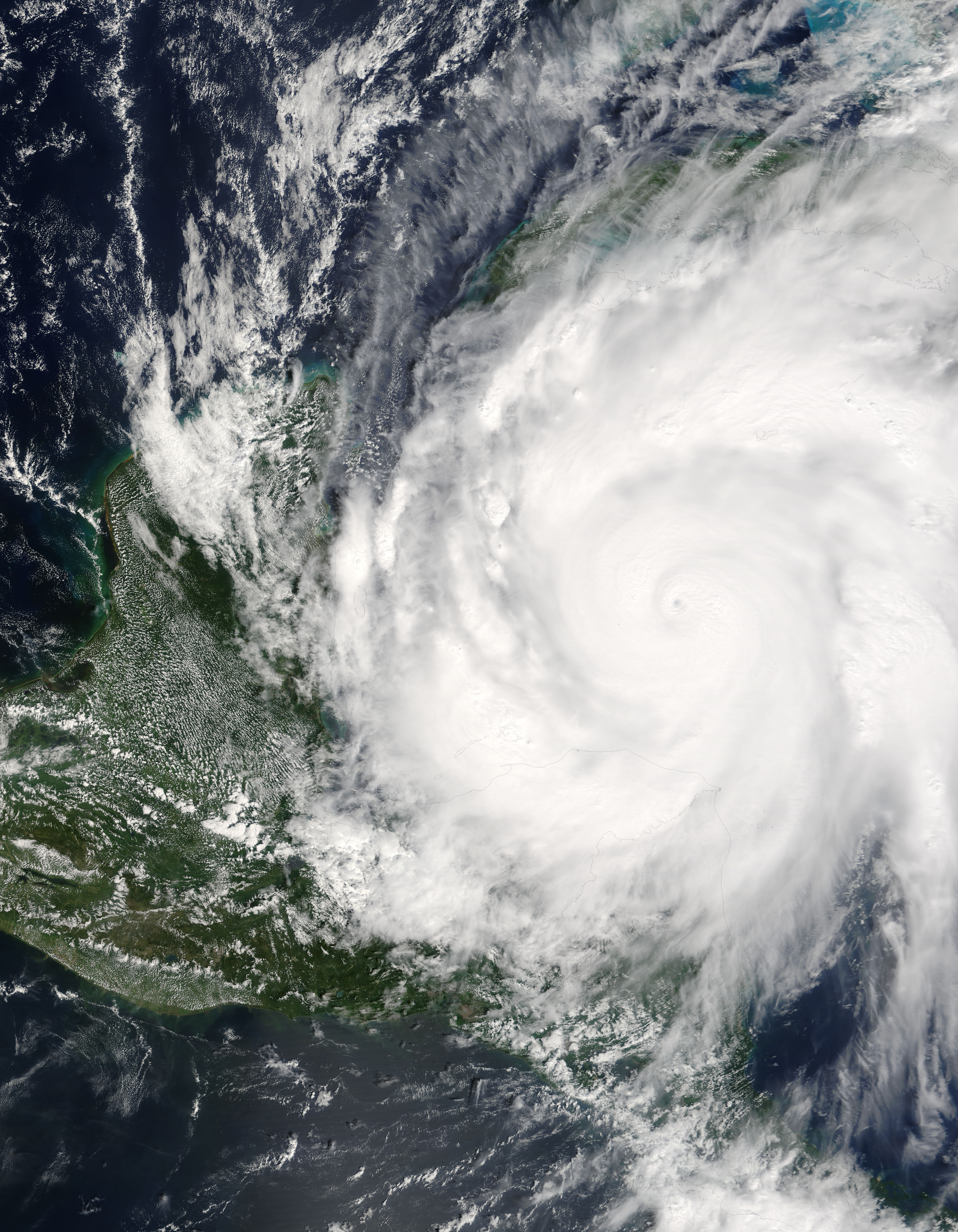
Furacão Wilma perto do pico de intensidade em 20 de outubro

- 00:00 UTC (8:00 p.m. EDT, 18 de outubro) – Furacão Wilma atinge categoria 4 intensidade ao sul de Grand Cayman.[69]
- 06:00 UTC (2:00 a.m. EDT) – Furacão Wilma atinge categoria 5 intensidade sul-sudoeste de Grand Cayman.[69]
- 12:00 UTC (8:00 a.m. EDT) – Furacão Wilma atinge seu pico de intensidade com ventos sustentados de 180 km/h (300 km/h) e uma bacia atlântica registra pressão mínima central de 882 mbar (26.05 inHg).[69]

20 de outubro
- 03:00 UTC (11:00 p.m. EDT, 19 de outubro) – Furacão Wilma enfraquece ligeiramente para categoria 4 intensidade cerca de 378 km (235 mi) sudeste de Cozumel, Quintana Roo.[70]

21 de outubro
- 21:45 UTC (4:45 p.m. CDT) – Furacão Wilma atinge a ilha de Cozumel com 150 mph (240 km/h) ventos.[69]

22 de outubro
- 03:30 UTC (10:30 p.m. CDT, 21 de outubro) – Furacão Wilma atinge Puerto Morelos, Quintana Roo com 140 mph (230 km/h) ventos.[69]
- 12:00 UTC (8:00 a.m. EDT) – Depressão Tropical Vinte e cinco formas a sudoeste de San Juan Puerto Rico.[71]
- 18:00 UTC (2:00 p.m. EDT) – Depressão Tropical Vinte e cinco se fortalece na Tempestade Tropical Alpha sul-sudeste de Hispaniola.[71]

23 de outubro
- 00:00 UTC (7:00 p.m. CDT, 22 de outubro) – Furacão Wilma emerge no Golfo do México como uma furacão categoria 2 cerca 48 km (30 mi) norte-noroeste de Cancún, Quintana Roo.[72]
- 06:00 UTC (2:00 a.m. EDT) – A tempestade tropical Alpha atinge sua intensidade máxima com ventos sustentados de 50 mph (80 km/h) e uma pressão mínima de 998 mbar (29.47 inHg) ao se aproximar da costa de Hispaniola.[71]
- 10:00 UTC (6:00 a.m. EDT) – Tempestade tropical Alpha atinge terra perto de Barahona, República Dominicana com 50 mph (80 km/h) ventos.[71]
- 18:00 UTC (2:00 p.m. EDT) – A tempestade tropical Alpha enfraquece em uma depressão tropical nas altas montanhas de Hispaniola e é posteriormente absorvida pela circulação muito maior do furacão Wilma.[71]

24 de outubro
- 06:00 UTC (2:00 a.m. EDT) – Furacão Wilma volta a se intensificar para categoria 3 oeste-noroeste de Key West, Flórida.[69]
- 10:30 UTC (6:30 a.m. EDT) – Furacão Wilma chega perto de Cape Romano, Flórida, com 120 mph (190 km/h) ventos.[69]
- 17:00 UTC (1:00 p.m. EDT) – Furacão Wilma emerge no Oceano Atlântico como uma furacão categoria 2 cerca de 105 km (65 mi) a nordeste de West Palm Beach, Flórida.[73]

25 de outubro
- 00:00 UTC (8:00 p.m. EDT, 24 de outubro) – Furacão Wilma volta a se intensificar para categoria 3 cerca de 560 km (350 mi) ao sul de Cape Hatteras, Carolina do Norte.[74]
- 15:00 UTC (11:00 a.m. EDT, 24 de outubro) – Furacão Wilma enfraquece para categoria 2 cerca de 710 km (440 mi) sul-sudoeste do Cabo Halifax, Nova Escócia.[75]

26 de outubro
- 00:00 UTC (8:00 p.m. EDT, 25 de outubro) – Furacão Wilma torna-se extratropical cerca de 370 km (230 mi) sudeste de Halifax e mais tarde é absorvido por outro ciclone extratropical.[69]
- 18:00 UTC (2:00 p.m. EDT) – Depressão Tropical Vinte e seis formas cerca de 160 km (100 mi) ao norte da costa centro-norte do Panamá.[76]

27 de outubro
- 06:00 UTC (2:00 a.m. EDT) – Depressão tropical Vinte e seis se fortalece na tempestade tropical Beta cerca de 137 km (85 mi) ao sul da Ilha de San Andrés.[76][77]

29 de outubro
- 06:00 UTC (2:00 a.m. EDT) – A Tempestade Tropical Beta se intensifica com a força de um furacão a noroeste da Ilha de Providencia.[76]

30 de outubro
- 00:00 UTC (8:00 p.m. EDT, 29 de outubro) – Furacão Beta atinge categoria 2 intensidade cerca de 89 km (55 mi) leste-sudeste de Puerto Cabezas, Nicarágua.[76][78]
- 06:00 UTC (1:00 a.m. HUSA) – Furacão Beta se intensifica para categoria 3, atingindo simultaneamente seu pico de intensidade com ventos sustentados de 120 km/h (190 km/h) e uma pressão mínima de 962 mbar (28.41 inHg).[76]
- 12:00 UTC (7:00 a.m. HUSA) – Furacão Beta atinge a costa central da Nicarágua perto de La Barra del Río Grande, com 105 km/h (170 km/h) ventos.[76]
- 18:00 UTC (1:00 p.m. HUSA) – Furacão Beta enfraquece em uma tempestade tropical no interior, cerca de 80 km (50 mi) ao norte de Bluefields, Nicarágua.[76][79]

31 de outubro
- 03:00 UTC (10:00 p.m. EST, 30 de outubro) – Tempestade tropical Beta enfraquece em uma depressão tropical cerca de 110 km (70 mi) leste-nordeste de Manágua, e depois se dissipa sobre o centro-oeste da Nicarágua.[76][80]

### Novembro
14 de novembro
- 00:00 UTC (8:00 p.m. AST, 13 de novembro) – Depressão Tropical Vinte e sete formas cerca de 160 km (100 mi) a oeste de São Vicente.[81]

15 de novembro
- 06:00 UTC (2:00 a.m. AST) – Depressão Tropical Vinte e sete se fortalece sem ser detectado em uma tempestade tropical.[81]
- 15:00 UTC (11:00 a.m. AST) – A tempestade tropical Vinte e sete enfraquece para uma depressão tropical cerca de 491 km (305 mi) sul-sudeste de San Juan, Porto Rico.[81][82]

16 de novembro
- 18:00 UTC (1:00 p.m. HUSA) – Depressão Tropical Vinte e sete degenera em uma onda tropical cerca de 491 km (305 mi) sudeste da Jamaica.[81]

18 de novembro
- 18:00 UTC (12:00 p.m. CST) – Remanescentes da depressão tropical Vinte e sete se regeneram na tempestade tropical Gamma ao longo da costa norte de Honduras, perto de Limón.[81]

19 de novembro
- 12:00 UTC (6:00 a.m. CST) – A tempestade tropical Gamma atinge seu pico de intensidade a leste da ilha de Roatán, Honduras, com ventos máximos sustentados de 52 mph (84 km/h) e uma pressão barométrica mínima de 1,002 mbar (29.59 inHg).[81]

20 de novembro
- 12:00 UTC (7:00 a.m. HUSA) – Tempestade tropical Gamma enfraquece para uma depressão tropical cerca de 121 km (75 mi) norte-nordeste de Limón.[83]

21 de novembro
- 03:00 UTC (10:00 p.m. EST, 20 de novembro) – Depressão Tropical Gamma degenera em um sistema de baixa pressão remanescente não convectivo cerca de 153 km (95 mi) ao norte de Limón[84] e depois se dissipa a leste da fronteira Honduras-Nicarágua.[81]

22 de novembro
- 18:00 UTC (2:00 p.m. AST) – O Delta da Tempestade Subtropical forma cerca de 1,400 km (870 mi) a sudoeste dos Açores.[85]

23 de novembro

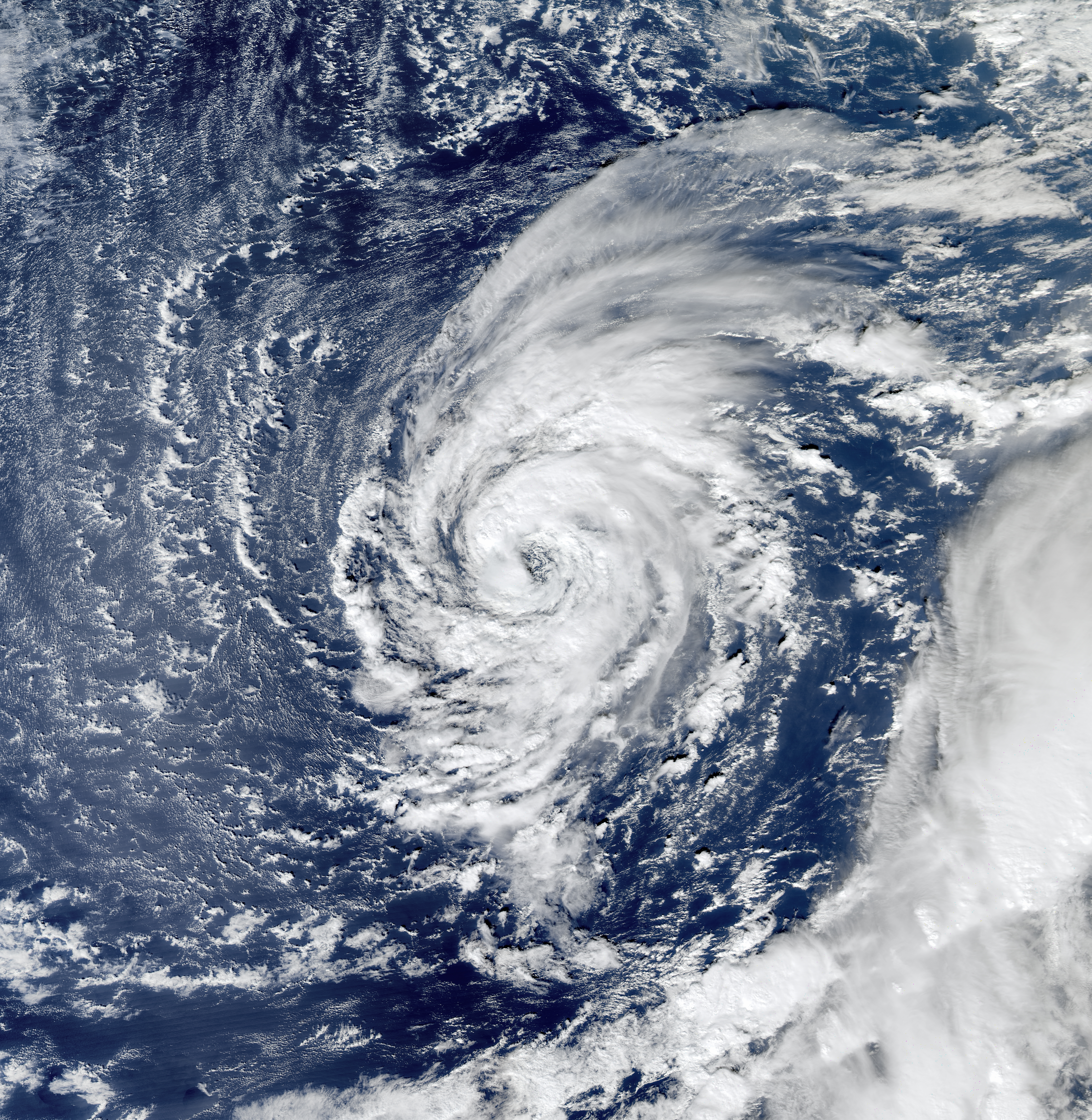
Delta da tempestade tropical perto do pico de intensidade

- 12:00 UTC (8:00 a.m. AST) – O Delta da Tempestade Subtropical ganha características tropicais e se torna o Delta da Tempestade Tropical sobre o Atlântico central.[85]

24 de novembro
- 12:00 UTC (8:00 a.m. AST) – A tempestade tropical Delta atinge seu pico de intensidade com ventos máximos sustentados de 69 mph (111 km/h) e uma pressão barométrica mínima de 980 mbar (28.94 inHg).[85]

28 de novembro
- 12:00 UTC (8:00 a.m. AST) – A tempestade tropical Delta torna-se extratropical cerca de 250 mi (400 km) oeste-noroeste das Ilhas Canárias e, posteriormente, dissipa-se no noroeste da Argélia.[85]

29 de novembro
- 06:00 UTC (2:00 a.m. AST) – A tempestade tropical Epsilon se forma a leste das Bermudas.[86]

30 de novembro
- A temporada de furacões no oceano Atlântico de 2005 termina oficialmente.[2]

### Dezembro
2 de dezembro

Furacão Epsilon exibindo uma estrutura anular clássica enquanto agita no Atlântico Central

- 18:00 UTC (2:00 p.m. AST) – Tempestade tropical Epsilon se intensifica a força de furacão cerca de 1,580 km (980 mi) leste-nordeste das Bermudas.[86]

5 de dezembro
- 06:00 UTC (2:00 a.m. AST) – Furacão Epsilon atinge seu pico de intensidade com ventos máximos sustentados de 86 mph (138 km/h) e uma pressão barométrica mínima de 981 mbar (28.97 inHg) sobre o Atlântico oriental.[86]

7 de dezembro
- 18:00 UTC (2:00 p.m. AST) – Furacão Epsilon enfraquece em uma tempestade tropical cerca de 1,480 km (920 mi) a sudoeste dos Açores.[86]

8 de dezembro
- 12:00 UTC (8:00 a.m. AST) – A tempestade tropical Epsilon enfraquece em uma depressão tropical.[86]
- 18:00 UTC (2:00 p.m. AST) – A depressão tropical Epsilon degenera para uma baixa remanescente e depois se dissipa.[86]

30 de dezembro
- 00:00 UTC (8:00 p.m. AST, 29 de dezembro) – Depressão Tropical Trinta formas sobre o Atlântico oriental.[87]
- 06:00 UTC (2:00 a.m. AST) – Depressão Tropical Trinta se fortalece na tempestade tropical Zeta.[87]

### Janeiro de 2006
1 de janeiro
- 18:00 UTC (2:00 p.m. AST) – A tempestade tropical Zeta atinge seu pico de intensidade com ventos sustentados de 65 mph (105 km/h) e uma pressão barométrica de 994 hPa (29.4 inHg) cerca de 1,666 km (1,035 mi) a noroeste das ilhas de Cabo Verde.[87]

6 de janeiro
- 06:00 UTC (2:00 a.m. AST) – A tempestade tropical Zeta enfraquece em uma depressão tropical.[87]
- 18:00 UTC (2:00 p.m. AST) – A depressão tropical Zeta degenera em uma baixa remanescente que posteriormente se dissipa a sudeste das Bermudas, encerrando a temporada de furacões no oceano Atlântico de 2005.[87]